# DC: Renacimiento
DC Comics: Rebirth (en español, DC Comics: Renacimiento) es un relanzamiento que tiene lugar en 2016 por parte de DC Comics de toda su línea de series regulares de cómics protagonizadas por superhéroes. Usando el final de la iniciativa The New 52 en mayo de 2016 como su punto de partida, se pretende que DC Rebirth restaure el Universo DC a una forma similar a la que tenía antes del arco argumental Flashpoint, incorporando aun así numerosos elementos de The New 52, incluyendo su continuidad. Muchos de sus títulos se convirtieron en quincenales.
En diciembre de 2017, DC finalizó la marca Rebirth, y en su lugar el encabezado pasó a llamarse DC Universe. La continuidad establecida por Renacimiento continuará.

## Historia editorial
En enero de 2016, los presidentes de DC Comics, Dan DiDio y Jim Lee, tuitearon una imagen de una cortina azul con la palabra "Renacimiento" ("Rebirth") en ella, anticipando el evento. Al mes siguiente, DC anunció la iniciativa Renacimiento, un relanzamiento de todos sus títulos, que empezaría en junio de 2016. Empezando con un especial de 80 páginas publicado el 25 de mayo de 2016, Renacimiento implicó la vuelta de Action Comics y Detective Comics a su antigua numeración (957 y 934, respectivamente). Muchos cómics se publicarían quincenalmente, varias series se relanzarían con un número 1, y se anunció la publicación de varios nuevos títulos.
Geoff Johns describió el especial de 80 páginas como "un restablecimiento de las bases del futuro de DC y una celebración del pasado y del presente. No pretende tirar nada. Es todo lo contrario". Sobre la iniciativa, que se describió como un renacimiento del Universo DC, Johns calificó a Renacimiento como "más en la línea de Green Lantern: Renacimiento y Flash: Renacimiento. Algunas cosas se alteran y cambian, pero está más conducido por los personajes, y es también más sobre la revelación de secretos dentro del Universo DC sobre Flashpoint y The New 52 que son parte de un tapiz más grande." La Iniciativa Renacimiento reintroducirá conceptos de la continuidad anteriores a Flashpoint, como el legado, que se perdieron con The New 52, y se construirá "sobre todo lo que se ha publicado desde el número 1 de Action Comics hasta The New 52." Lee dijo que Johns "vino con esta brillante historia [para el especial Universo DC: Renacimiento] que básicamente nos permite asentar The New 52 dentro de la continuidad que la precedió. Así que realmente sincroniza y armoniza la continuidad pre-52 con la continuidad New 52".
Los equipos artísticos para los títulos de Renacimiento, junto a algunos dibujos y arcos argumentales, se revelaron en WonderCon 2016. Johns trabajó con todos los equipos creativos y los editores de los títulos para ayudar a recentrarles "en estos personajes, deconstruyéndolos hasta su ADN básico y construyendo arcos argumentales a partir de ese ADN". Adicionalmente, se reveló que dos series anunciadas inicialmente en febrero, Gotham Academy: Second Semester y Earth 2, no formaban parte de Renacimiento, sino como continuaciones de las series de New 52 Gotham Academy y Earth 2: Society, respectivamente. Sobre la decisión de centrarse en menos títulos, con algunos de ellos publicándose quincenalmente, DiDio dijo: "Lo que hicimos fue eliminar algunos de los títulos menos valorados, y estamos intentando incorporar esas ideas en as series principales, porque sentimos que eso hace más fuertes a los títulos importantes", añadiendo que "miramos cosas como ... Gotham by Midnight. Y me encantó Gotham by Midnight, pero nunca tuvo la repercusión que tendría un título de Batman. Pero si hacíamos esa historia de Gotham by Midnight y la integrábamos en la serie de Batman que se publicaba quincenalmente, había mejores oportunidades para que la gente viese a esos personajes, se excitara con esos personajes, y más importante, si decidíamos adelgazarlas, quizás tendríamos un público más sólido y una mayor oportunidad para series como ésa de triunfar". DiDio también reveló que DC tendría parones en el calendario "donde decidiremos si el lanzamiento quincenal funciona o no" y valorarán un potencial cambio a una periodicidad mensual. "Vamos a examinar eso sobre una base regular,"añadió. "No vamos a mantener lanzamientos quincenales si no creemos que hay demanda para ello".
Sobre el lanzamiento de portadas alternativas para los títulos, Lee dijo, "sólo usamos portadas alternativas especiales para tiendas de cómics sobre una base juiciosa. No vamos a tener un trillón de portadas alternativas en toda la línea. Entendemos que, en ese punto, por qué publicar una historia en cualquier caso, si sólo vas a construir un negocio basado en portadas alternativas. Todavía usaremos portadas alternativas, pero estamos utilizando un portadista alternativo para cada cómic. En cierto modo, se convierten en habituales. Y van a ser responsables de ser el portadista alternativo en ese cómic. Y sólo vamos a hacerlo para nuestras series mejor vendidas".
El 27 de mayo de 2016, DC anunció que el especial Universo DC. Renacimiento se reeditaría por segunda vez. La reedición modificaba la portada de Gary Frank, revelando mejor la mano alargada del Doctor Manhattan en la esquina superior derecha, así como otorgándole un formato de encuadernación cuadrada. Menos de una semana más tarde, DC reveló que el especial recibiría una tercera edición, con una nueva portada de Frank. Adicionalmente, la primera ola de especiales de Renacimiento, (Batman: Renacimiento, Green Lanterns: Renacimiento, Superman: Renacimiento y Green Arrow: Renacimiento) también recibieron segundas ediciones, con el título "Renacimiento" recoloreado para diferenciarlo de la edición original. Una cuarta edición incluyó una portada de Ethan Van Sciver que mostraba la escena en la que Wally West interrumpe a Batman en la Batcueva, con la imagen de tres Jokers en el Batordenador. La quinta edición de Universo DC: Renacimiento, anunciada en agosto de 2016, incluía una nueva portada de Phil Jiménez que muestra a Barry Allen y Wally West dándose la mano.
En septiembre de 2016, DC anunció la publicación de la miniserie Justice League vs. Suicide Squad entre diciembre de 2016 y enero de 2017, que "reintroducirá un supervillano que no hemos visto durante cierto tiempo." Johns dijo que la historia de la miniserie es "otro bloque en la construcción de Renacimiento" y que "establecerá el escenario de la fase 2 de Renacimiento" con el resurgir de "un equipo sorprendente... y otra pieza del rompecabezas del futuro del Universo DC, con el pasado [convirtiéndose] en el foco." La segunda fase de Renacimiento empezará en febrero de 2017, con el lanzamiento de Justice League of America, Super Sons y Batwoman.

## Cambios en el Universo DC
Con el lanzamiento del especial Universo DC: Renacimiento, personajes no vistos durante The New 52, como Wally West, Jackson Hyde / Aqualad, Ryan Choi y el Doctor Fate, volvieron a la continuidad, mientras otros personajes, como Ted Kord y Ray Palmer / Atom volvieron a su caracterización anterior a Flashpoint. Adicionalmente, Wally explica que la causa del relanzamiento después de Flashpoint no se debió a que Barry Allen intentara arreglar las líneas temporales, sino que, por motivos desconocidos, el Doctor Manhattan (del universo de Watchmen) interfirió y eliminó aproximadamente 10 años de cada personaje, lo que resultó en la edad más joven de los personajes en The New 52, y en la pérdida del legado y previas encarnaciones.
Cuando concluya la serie Doomsday Clock en julio de 2019, el Universo DC lidiará con las repercusiones de los actos causados por el Doctor Manhattan.

## Títulos
Anexo : Series de Renacimiento

### Series regulares
En WonderCon 2016, DC reveló los títulos iniciales bajo cuatro "familias" diferentes, agrupando personajes o series similares.

#### "Batman"
Estas series están protagonizadas por Batman o por miembros de la "Batfamilia".
| Título original Título en español | Fechas de publicación / Números          | Equipo artístico inicial              | Equipo artístico inicial                  | Notas / Referencias |
| Título original Título en español | Fechas de publicación / Números          | Guionista(s)                          | Dibujante(s)                              | Notas / Referencias |
| --------------------------------- | ---------------------------------------- | ------------------------------------- | ----------------------------------------- | --- |
| Batman                            | junio de 2016-presente (1-, + 3 anuales) | Tom King                              | David Finch y Mikel Janin                 | El título se publica quincenalmente. |
| Detective Comics                  | junio de 2016-presente (934-, + 1 anual) | James Tynion IV                       | Eddy Barrows y Álvaro Martínez            | Protagonizada por un grupo formado inicialmente por Tim Drake, Stephanie Brown, Cassandra Cain y Clayface, liderado por Batman y Batwoman. La serie se publica quincenalmente.    |
| Batgirl                           | julio de 2016-presente (1-, + 2 anuales) | Hope Larson                           | Rafael Alburquerque y Christian Wildgoose | Protagonizada por Barbara Gordon. La serie se publica mensualmente. |
| Nightwing                         | julio de 2016-presente (1-, + 1 anual)   | Tim Seeley                            | Javi Fernández y Marcus To                | La serie inicialmente se publicó quincenalmente. Desde abril de 2018 se publica mensualmente.                                                                                     |
| All-Star Batman                   | agosto de 2016-octubre de 2017 (1-14)    | Scott Snyder                          | Múltiples                                 | Entre los artistas de la serie se incluyen John Romita, Jr., Jock, Sean Murphy, Paul Pope, Tula Lotay, Afua Richardson y Francesco Francavilla. La serie se publicó mensualmente. |
| Batgirl and the Birds of Prey     | agosto de 2016-mayo de 2018 (1-22)       | Julie Benson y Shawna Benson          | Claire Roe y Roge Antonio                 | Protagonizada por el grupo formado por Barbara Gordon, Canario Negro y La Cazadora. La serie se publicó mensualmente.                                                             |
| Batman Beyond Batman del futuro   | octubre de 2016-presente (1- )           | Dan Jurgens                           | Bernard Chang                             | Protagonizada por Terry McGinnis. La serie se publica mensualmente. |
| Batwoman                          | marzo de 2017-agosto de 2018 (1-18)      | Margueritte Bennett y James Tynion IV | Steve Epting                              | La serie se publica mensualmente. |

#### "Superman" y "Wonder Woman"
Estas series están protagonizadas por Superman, los personajes integrantes de la "Superfamilia" y Wonder Woman.
| Título original Título en español              | Fechas de publicación / Números                            | Equipo artístico inicial          | Equipo artístico inicial                         | Notas / Referencias |
| Título original Título en español              | Fechas de publicación / Números                            | Guionista(s)                      | Dibujante(s)                                     | Notas / Referencias |
| ---------------------------------------------- | ---------------------------------------------------------- | --------------------------------- | ------------------------------------------------ | --- |
| Action Comics                                  | junio de 2016-presente (957-, + 1 especial)                | Dan Jurgens                       | Patrick Zircher, Tyler Kirkham y Stephen Segovia | Protagonizada por el Superman pre-Flashpoint, así como por Lex Luthor en su superarmadura. La serie se publica quincenalmente. |
| Superman                                       | junio de 2016-abril de 2018 (1-45, + 1 anual y 1 especial) | Peter J. Tomasi y Patrick Gleason | Patrick Gleason y Doug Mahnke                    | La serie se centra en la familia del Superman pre-Flashpoint, y sigue la historia a través de los ojos de su hijo Jon Kent. La serie se publicó quincenalmente. |
| Wonder Woman                                   | junio de 2016-presente (1-, + 2 anuales)                   | Greg Rucka                        | Liam Sharp y Nicola Scott                        | Durante los 12 primeros números, los números impares contaron una historia titulada "Wonder Woman: The Lies", situada en el presente, con dibujos de Sharp. Los números pares incluían la historia "Wonder Woman: Year One", situada en el pasado, con dibujos de Scott. La serie se publica quincenalmente. |
| New Super-Man El nuevo Super-Man               | julio de 2016-junio de 2018 (1-24)                         | Gene Luen Yang                    | Viktor Bodganovich                               | Protagonizada por un adolescente chino llamado Kenan Kong, que consigue una parte de los poderes de Superman. La serie se anunció en un principio como The Super-Man, pero se cambió una vez Yang se incorporó y apuntó que no hay una palabra china para "el". La serie se publicó mensualmente.            |
| Superwoman                                     | agosto de 2016-enero de 2018 (1-18)                        | Phil Jiménez                      | Phil Jiménez y Emmanuela Lupacchino              | Protagonizada por Lana Lang, que consigue superpoderes. La serie se publicó mensualmente. |
| Supergirl                                      | septiembre de 2016-presente (1-, + 1 anual)                | Steve Orlando                     | Brian Ching                                      | Protagonizada por Kara Zor-El. La serie se publica mensualmente. |
| Trinity Batman/Wonder Woman/Superman: Trinidad | septiembre de 2016-abril de 2018 (1-22, + 1 anual)         | Francis Manapul                   | Francis Manapul y Clay Mann                      | Protagonizada por Batman, Superman y Wonder Woman. La serie se publicó mensualmente. |

#### "Justice League"
Estas series están protagonizadas por personajes relacionados con la Liga de la Justicia, así como con los Green Lantern Corps y los Jóvenes Titanes.
| Título original Título en español                                           | Fechas de publicación / Números                 | Equipo artístico inicial | Equipo artístico inicial                 | Notas / Referencias |
| Título original Título en español                                           | Fechas de publicación / Números                 | Guionista(s)             | Dibujante(s)                             | Notas / Referencias |
| --------------------------------------------------------------------------- | ----------------------------------------------- | ------------------------ | ---------------------------------------- | --- |
| Aquaman                                                                     | junio de 2016-presente (1-, + 1 anual)          | Dan Abnett               | Brad Walker, Jesús Merino y Phil Briones | La serie inicialmente se publicó quincenalmente. Desde julio de 2017 se publica mensualmente. |
| The Flash Flash                                                             | junio de 2016-presente (1-, + 2 anuales)        | Josh Williamson          | Carmine Di Giandomenico y Neil Googe     | Protagonizada por Barry Allen. La serie se publica quincenalmente. |
| Green Lanterns                                                              | junio de 2016-octubre de 2018 (1-57, + 1 anual) | Sam Humphries            | Robson Rocha y Ardian Syaf               | La serie transcurre en la Tierra y sigue a los dos Linterna Verdes humanos más recientes, Simon Baz y Jessica Cruz. La serie se publicó quincenalmente. |
| Hal Jordan and the Green Lantern Corps Hal Jordan y los Green Lantern Corps | julio de 2016-agosto de 2018 (1-50)             | Rob Venditti             | Ethan Van Sciver y Rafa Sandoval         | Protagonizada por Hal Jordan, John Stewart, Guy Gardner, Kyle Rayner y los restantes miembros de los Green Lantern Corps. La serie se publicó quincenalmente. |
| Justice League Liga de la Justicia                                          | julio de 2016-abril de 2018 (1-43)              | Bryan Hitch              | Tony Daniel y Fernando Pasarin           | Protagonizada por un grupo formado por Aquaman, Batman, Cyborg, Flash (Barry Allen), Superman, Wonder Woman, y los Green Lanterns Simon Baz y Jessica Cruz. La serie se publicó quincenalmente.                                                                            |
| Titans Titanes                                                              | julio de 2016-presente (1-, + 2 anuales)        | Dan Abnett               | Brett Booth                              | Protagonizada por un grupo formado por Wally West, Dick Grayson, Donna Troy, Arsenal, Garth, Lilith Clay, Bumblebee, Gnarrk, Halcón y Paloma, y Heraldo, entre otros. La serie se publica mensualmente.                                                                    |
| Cyborg                                                                      | septiembre de 2016-junio de 2018 (1-23)         | John Semper              | Will Conrad y Paul Pelletier             | La serie inicialmente se publicó quincenalmente. Desde enero de 2017 pasó a publicarse mensualmente. |
| Teen Titans Jóvenes Titanes                                                 | octubre de 2016-presente (1-, + 1 anual)        | Ben Percy                | Jonboy Meyers                            | Protagonizada por un grupo formado por Damian Wayne, Starfire, Raven, Beast Boy, y Wally West II. La serie se publica mensualmente. |
| Justice League of America Liga de la Justicia de América                    | febrero de 2017-abril de 2018 (1-29, + 1 anual) | Steve Orlando            | Ivan Reis y Joe Prado                    | Serie surgida tras los acontecimientos de la miniserie Justice League vs. Suicide Squad. Protagonizada por un grupo formado por Atom (Ryan Choi), Vixen, Ray (Ray Terrill), Killer Frost (Caitlin Snow), Batman, Canario Negro y Lobo. La serie se publicó quincenalmente. |

#### Otros
Estas series no se encuentran dentro de las categorías anteriores o no fueron anunciadas con esas series.
| Título original Título en español | Fechas de publicación / Números                 | Equipo artístico inicial        | Equipo artístico inicial                        | Notas / Referencias |
| Título original Título en español | Fechas de publicación / Números                 | Guionista(s)                    | Dibujante(s)                                    | Notas / Referencias |
| --------------------------------- | ----------------------------------------------- | ------------------------------- | ----------------------------------------------- | --- |
| Green Arrow                       | junio de 2016-marzo de 2019 (1-50, + 2 anuales) | Ben Percy                       | Otto Schmidt y Juan Ferreya                     | La serie inicialmente se publicó quincenalmente. Desde noviembre de 2017 se publica mensualmente. |
| Deathstroke                       | agosto de 2016-presente (1-, + 1 anual)         | Christopher Priest              | Carlo Pagulyan, Igor Vitorino y Felipe Watanabe | La serie se publica quincenalmente. Desde junio de 2017 se publica mensualmente. |
| Harley Quinn                      | agosto de 2016-presente (1- )                   | Jimmy Palmiotti y Amanda Conner | Chad Hardin y John Timms                        | La serie se publica quincenalmente. |
| The Hellblazer Hellblazer         | agosto de 2016-julio de 2018 (1-24)             | Simon Oliver                    | Moritat                                         | Protagonizada por John Constantine. La serie se publicó mensualmente. |
| Red Hood and the Outlaws          | agosto de 2016-presente (1-, + 2 anuales)       | Scott Lobdell                   | Dexter Soy                                      | Protagonizada por un grupo conformado por Jason Todd, Bizarro y Artemis. La serie se publica mensualmente. |
| Suicide Squad Escuadrón Suicida   | agosto de 2016-presente (1- )                   | Rob Williams                    | Jim Lee y Philip Tan                            | Protagonizada por un grupo conformado por Harley Quinn, Killer Croc, Deadshot, Katana, Boomerang y otros. La serie se publica quincenalmente.                                                                   |
| Blue Beetle                       | septiembre de 2016-febrero de 2018 (1-18)       | Keith Giffen                    | Scott Kolins                                    | Protagonizada por Ted Kord y Jaime Reyes. La serie se publicó mensualmente. |
| Super Sons Superhijos             | febrero de 2017-mayo de 2018 (1-16, + 1 anual)  | Peter J. Tomasi                 | Jorge Jiménez                                   | Protagonizada por Damian Wayne y Jonathan Kent, los hijos de Batman y Superman, respectivamente. La serie se publicó mensualmente. Los guionistas originales del título iban a ser Chris Burns y Dennis Culver. |

#### Especiales
| Título original                                   | Fecha de publicación | Equipo artístico                                  | Equipo artístico                                            | Notas / Referencias                                                               |
| Título original                                   | Fecha de publicación | Guionista(s)                                      | Dibujante(s)                                                | Notas / Referencias                                                               |
| ------------------------------------------------- | -------------------- | ------------------------------------------------- | ----------------------------------------------------------- | --------------------------------------------------------------------------------- |
| DC Universe: Rebirth Special                      | Mayo de 2016         | Geoff Johns                                       | Ivan Reis, Phil Jiménez, Ethan Van Sciver y Gary Frank      |                                                                                   |
| Aquaman Rebirth                                   | Junio de 2016        | Dan Abnett                                        | Brad Walker, Jesús Merino y Phil Briones                    |                                                                                   |
| Batman Rebirth                                    | Junio de 2016        | Tom King y Scott Snyder                           | Míkel Janín                                                 |                                                                                   |
| The Flash Rebirth                                 | Junio de 2016        | Josh Williamson                                   | Carmine Di Giandomenico y Neil Googe                        |                                                                                   |
| Green Arrow Rebirth                               | Junio de 2016        | Ben Percy                                         | Otto Schmidt y Juan Ferreya                                 |                                                                                   |
| Green Lanterns Rebirth                            | Junio de 2016        | Geoff Johns y Sam Humphries                       | Ethan Van Sciver y Ed Benes                                 |                                                                                   |
| Superman Rebirth                                  | Junio de 2016        | Peter J. Tomasi y Patrick Gleason                 | Doug Mahnke                                                 |                                                                                   |
| Titans Rebirth                                    | Junio de 2016        | Dan Abnett                                        | Brett Booth                                                 |                                                                                   |
| Wonder Woman Rebirth                              | Junio de 2016        | Greg Rucka                                        | Phil Winslade                                               |                                                                                   |
| Batgirl and the Birds of Prey Rebirth             | Julio de 2016        | Julie Benson y Shawna Benson                      | Claire Roe                                                  |                                                                                   |
| Hal Jordan and the Green Lantern Corps Rebirth    | Julio de 2016        | Rob Venditti                                      | Ethan Van Sciver                                            |                                                                                   |
| The Hellblazer Rebirth                            | Julio de 2016        | Simon Oliver                                      | Moritat                                                     |                                                                                   |
| Justice League Rebirth                            | Julio de 2016        | Bryan Hitch                                       | Bryan Hitch                                                 |                                                                                   |
| Nightwing Rebirth                                 | Julio de 2016        | Tim Seeley                                        | Yanick Paquette                                             |                                                                                   |
| Red Hood and the Outlaws Rebirth                  | Julio de 2016        | Scott Lobdell                                     | Dexter Soy                                                  |                                                                                   |
| Blue Beetle Rebirth                               | Agosto de 2016       | Keith Giffen                                      | Scott Kolins                                                |                                                                                   |
| Deathstroke Rebirth                               | Agosto de 2016       | Christopher Priest                                | Carlo Pagulyan, Igor Vitorino y Felipe Watanabe             |                                                                                   |
| Suicide Squad Rebirth                             | Agosto de 2016       | Rob Williams                                      | Jim Lee                                                     |                                                                                   |
| Suicide Squad: War Crimes Special                 | Agosto de 2016       | John Ostrander                                    | Gus Vázquez                                                 |                                                                                   |
| Supergirl Rebirth                                 | Agosto de 2016       | Steve Orlando                                     | Brian Ching y Emmanuela Lupacchino                          |                                                                                   |
| Batman Beyond Rebirth                             | Septiembre de 2016   | Dan Jurgens                                       | Bernard Chang y Ryan Sook                                   |                                                                                   |
| Cyborg Rebirth                                    | Septiembre de 2016   | John Semper                                       | Will Conrad y Paul Pelletier                                |                                                                                   |
| Teen Titans Rebirth                               | Septiembre de 2016   | Ben Percy                                         | Jonboy Meyers                                               |                                                                                   |
| Justice League Rebirth Director's Cut             | Octubre de 2016      | Bryan Hitch                                       | Tony S. Daniel                                              |                                                                                   |
| Batman Director's Cut                             | Noviembre de 2016    | Tom King                                          | David Finch                                                 |                                                                                   |
| All Star Batman Director's Cut                    | Diciembre de 2016    | Scott Snyder                                      | John Romita, Jr.                                            |                                                                                   |
| DC Rebirth Holiday Special                        | Diciembre de 2016    | Varios                                            | Varios                                                      |                                                                                   |
| Suicide Squad Director's Cut                      | Diciembre de 2016    | Rob Williams                                      | Jim Lee y Jason Fabok                                       |                                                                                   |
| Justice League of America: The Atom Rebirth       | Enero de 2017        | Steve Orlando                                     | Andy Macdonald                                              | Preludio a la serie de Justice League of America. Protagonizada por Ryan Choi.    |
| Justice League of America: Killer Frost Rebirth   | Enero de 2017        | Steve Orlando y Jody Houser                       | Mirka Andolfo                                               | Preludio a la serie de Justice League of America. Protagonizada por Caitlin Snow. |
| Justice League of America: The Ray Rebirth        | Enero de 2017        | Steve Orlando                                     | Stephen Byrne                                               | Preludio a la serie de Justice League of America. Protagonizada por Ray Terrill.  |
| Justice League of America: Vixen Rebirth          | Enero de 2017        | Steve Orlando y Jody Houser                       | Jamal Campbell                                              | Preludio a la serie de Justice League of America. Protagonizada por Vixen.        |
| Batwoman Rebirth                                  | Enero de 2017        | Marguerite Bennett y James Tynion IV              | Ben Oliver y Steve Epting                                   |                                                                                   |
| Justice League of America Rebirth                 | Febrero de 2017      | Steve Orlando                                     | Andy Macdonald                                              |                                                                                   |
| Suicide Squad Director's Cut                      | Marzo de 2017        | Rob Williams                                      | Jim Lee, Jason Fabok y Ivan Reis                            |                                                                                   |
| Dark Days: The Forge                              | Junio de 2017        | Scott Snyder y James Tynion IV                    | Jim Lee, Andy Kubert, John Romita Jr. y otros               | Preludio de Dark Nights: Metal.                                                   |
| Dark Days: The Casting                            | Julio de 2017        | Scott Snyder y James Tynion IV                    | Jim Lee, Andy Kubert, John Romita Jr. y otros               | Preludio de Dark Nights: Metal.                                                   |
| Batman: The Red Death                             | Septiembre de 2017   | Joshua Williamson                                 | Carmine Di Giandomenico                                     | Tie-in de Dark Nights: Metal                                                      |
| Batman: The Murder Machine                        | Septiembre de 2017   | Frank Tieri                                       | Ricardo Federici                                            | Tie-in de Dark Nights: Metal                                                      |
| Batman: The Dawnbreaker                           | Octubre de 2017      | Sam Humphries                                     | Ethan Van Scriver                                           | Tie-in de Dark Nights: Metal                                                      |
| Dark Days: The Forge / The Casting Director's Cut | Octubre de 2017      | Scott Snyder y James Tynion IV                    | Jim Lee, Andy Kubert, John Romita Jr. y otros               |                                                                                   |
| Batman: The Drowned                               | Octubre de 2017      | Dan Abnett                                        | Philip Tan                                                  | Tie-in de Dark Nights: Metal                                                      |
| Batman: The Merciless                             | Octubre de 2017      | Peter J. Tomasi                                   | Francis Manapul                                             | Tie-in de Dark Nights: Metal                                                      |
| Batman: The Devastator                            | Noviembre de 2017    | Frank Tieri                                       | Tony S. Daniel                                              | Tie-in de Dark Nights: Metal                                                      |
| Batman Lost                                       | Noviembre de 2017    | Scott Snyder, James Tynion IV y Joshua Williamson | Doug Mahnke, Jamie Mendoza, Yanick Paguette y Jorge Jiménez | Tie-in de Dark Nights: Metal                                                      |
| The Batman Who Laughs                             | Noviembre de 2017    | James Tynion IV                                   | Riley Rossmo                                                | Tie-in de Dark Nights: Metal                                                      |
| Dark Nights: Metal Director's Cut                 | Noviembre de 2017    | Scott Snyder                                      | Greg Capullo                                                |                                                                                   |
| Hawkman: Found                                    | Diciembre de 2017    | Jeff Lemire                                       | Bryan Hitch y Kevin Nowlan                                  | Tie-in de Dark Nights: Metal                                                      |
| Dark Knights Rising: The Wild Hunt                | Febrero de 2017      | Scott Snyder, James Tynion IV y Joshua Williamson | Doug Mahnke y Ivan Reis                                     | Tie-in de Dark Nights: Metal                                                      |

En principio se planeó el lanzamiento de un especial de Renacimiento de Trinity en agosto de 2016, escrito por Francis Manapul con dibujos de Manapul y Clay Mann, pero finalmente no vio la luz.

## Miniseries y crossovers
| Título original Título en español                                                                  | Número(s)                                                                                          | Fecha de publicación              | Equipo artístico                                      | Equipo artístico                                                     | Notas / Referencias                                                                                             |
| Título original Título en español                                                                  | Número(s)                                                                                          | Fecha de publicación              | Guionista(s)                                          | Dibujante(s)                                                         | Notas / Referencias                                                                                             |
| -------------------------------------------------------------------------------------------------- | -------------------------------------------------------------------------------------------------- | --------------------------------- | ----------------------------------------------------- | -------------------------------------------------------------------- | --- |
| Night of the Monster Men La noche de los Hombres Monstruo                                          | Batman #7-8                                                                                        | Septiembre - octubre de 2016      | Steve Orlando, Tom King, Tim Seeley y James Tynion IV | Riley Rossmo, Roge Antonio y Andy MacDonald                          | |
| Night of the Monster Men La noche de los Hombres Monstruo                                          | Nightwing #5-6                                                                                     | Septiembre - octubre de 2016      | Steve Orlando, Tom King, Tim Seeley y James Tynion IV | Riley Rossmo, Roge Antonio y Andy MacDonald                          | |
| Night of the Monster Men La noche de los Hombres Monstruo                                          | Detective Comics #941-942                                                                          | Septiembre - octubre de 2016      | Steve Orlando, Tom King, Tim Seeley y James Tynion IV | Riley Rossmo, Roge Antonio y Andy MacDonald                          | |
| Justice League vs. Suicide Squad #1-6 Liga de la Justicia contra Escuadrón Suicida                 | Justice League vs. Suicide Squad #1-6 Liga de la Justicia contra Escuadrón Suicida                 | Diciembre de 2016 - Enero de 2017 | Joshua Williamson y Jason Fabok                       | Tony S.Daniel                                                        | |
| Superman Reborn Superman: Renacido                                                                 | Superman #18-19                                                                                    | Marzo de 2017                     | Peter J. Tomasi, Patrick Gleason y Dan Jurgens        | Patrick Gleason y Doug Mahnke                                        | |
| Superman Reborn Superman: Renacido                                                                 | Action Comics #975-976                                                                             | Marzo de 2017                     | Peter J. Tomasi, Patrick Gleason y Dan Jurgens        | Patrick Gleason y Doug Mahnke                                        | |
| The Button La chapa                                                                                | Batman #21-22                                                                                      | Abril - mayo de 2017              | Tom King y Joshua Williamson                          | Jason Fabok y Howard Porter                                          | |
| The Button La chapa                                                                                | The Flash #21-22                                                                                   | Abril - mayo de 2017              | Tom King y Joshua Williamson                          | Jason Fabok y Howard Porter                                          | |
| The Lazarus Contract El contrato Lázaro                                                            | Titans #11                                                                                         | Mayo - junio de 2017              | Dan Abnett, Benjamin Percy y Christopher Priest       | Brett Booth, Khoi Pham, Carlo Palugayan y Paul Pelletier             | |
| The Lazarus Contract El contrato Lázaro                                                            | Teen Titans #8                                                                                     | Mayo - junio de 2017              | Dan Abnett, Benjamin Percy y Christopher Priest       | Brett Booth, Khoi Pham, Carlo Palugayan y Paul Pelletier             | |
| The Lazarus Contract El contrato Lázaro                                                            | Deathstroke #19-20                                                                                 | Mayo - junio de 2017              | Dan Abnett, Benjamin Percy y Christopher Priest       | Brett Booth, Khoi Pham, Carlo Palugayan y Paul Pelletier             | |
| The Lazarus Contract El contrato Lázaro                                                            | Teen Titans: The Lazarus Contract Special #1                                                       | Mayo - junio de 2017              | Dan Abnett, Benjamin Percy y Christopher Priest       | Brett Booth, Khoi Pham, Carlo Palugayan y Paul Pelletier             | |
| Dark Nights: Metal #1-6 Noches oscuras: Metal                                                      | Dark Nights: Metal #1-6 Noches oscuras: Metal                                                      | Agosto de 2017 - marzo de 2018    | Scott Snyder                                          | Greg Capullo                                                         | |
| Ragman #1-6                                                                                        | Ragman #1-6                                                                                        | Octubre de 2017 - marzo de 2018   | Ray Fawkes                                            | Inaki Miranda                                                        | |
| Black Lightning: Cold Dead Hands #1-6                                                              | Black Lightning: Cold Dead Hands #1-6                                                              | Noviembre de 2017 - abril de 2018 | Tony Isabella                                         | Clayton Henry                                                        | |
| The Demon: Hell is Earth #1-6                                                                      | The Demon: Hell is Earth #1-6                                                                      | Noviembre de 2017 - abril de 2018 | Andrew Constant                                       | Brad Walker                                                          | |
| Doomsday Clock #1-12                                                                               | Doomsday Clock #1-12                                                                               | Noviembre de 2017 - julio de 2019 | Geoff Johns                                           | Gary Frank y Brad Anderson                                           | |
| Super Sons of Tomorrow Superhijos del Futuro                                                       | Superman #37-38                                                                                    | Diciembre de 2017 - enero de 2018 | Peter J. Tomasi y Patrick Gleason                     | Jorge Jiminez, Ryan Benjamin, Ed Benes, Segio Davila y Tyler Kirkham | |
| Super Sons of Tomorrow Superhijos del Futuro                                                       | Super Sons #11-12                                                                                  | Diciembre de 2017 - enero de 2018 | Peter J. Tomasi y Patrick Gleason                     | Jorge Jiminez, Ryan Benjamin, Ed Benes, Segio Davila y Tyler Kirkham | |
| Super Sons of Tomorrow Superhijos del Futuro                                                       | Teen Titans #15                                                                                    | Diciembre de 2017 - enero de 2018 | Peter J. Tomasi y Patrick Gleason                     | Jorge Jiminez, Ryan Benjamin, Ed Benes, Segio Davila y Tyler Kirkham | |
| Batman and the Signal #1-3 Batman: La Señal                                                        | Batman and the Signal #1-3 Batman: La Señal                                                        | Enero - abril de 2018             | Scott Snyder y Tony Patrick                           | Cully Hamner                                                         | Centrándose en Duke Thomas, la historia gira en torno a All-Star Batman y al título de The New 52 We Are Robin. |
| Raven: Daughter of Darkness #1-12                                                                  | Raven: Daughter of Darkness #1-12                                                                  | Enero de 2018 - enero de 2019     | Marv Wolfman                                          | Pop Mhan                                                             | |
| The Brave and the Bold: Batman and Wonder Woman #1-6 The Brave and the Bold: Batman y Wonder Woman | The Brave and the Bold: Batman and Wonder Woman #1-6 The Brave and the Bold: Batman y Wonder Woman | Febrero - julio de 2018           | Liam Sharp                                            | Liam Sharp                                                           | |
| Mera: Queen of Atlantis #1-12                                                                      | Mera: Queen of Atlantis #1-12                                                                      | Febrero - julio de 2018           | Dan Abnett                                            | Lan Medina                                                           | |
| Justice League: No Justice #1-4 Liga de la Justicia: Sin justicia                                  | Justice League: No Justice #1-4 Liga de la Justicia: Sin justicia                                  | Mayo de 2018                      | Scott Snyder y Joshua Williamson                      | Francis Manapul                                                      | Luego de lo sucedido en Dark Nights: Metal, la Liga de la Justicia está preparada para las futuras amenazas.    |
| The Man of Steel #1-6 El Hombre de Acero                                                           | The Man of Steel #1-6 El Hombre de Acero                                                           | Mayo - Junio de 2018              | Brian Michael Bendis                                  | Múltiples                                                            | |
| Plastic Man #1-6                                                                                   | Plastic Man #1-6                                                                                   | Junio - Noviembre de 2018         | Gail Simone                                           | Adriana Melo                                                         | |
| Adventures of the Super Sons #1-12 Las aventuras de los Superhijos                                 | Adventures of the Super Sons #1-12 Las aventuras de los Superhijos                                 | Agosto de 2018-presente           | Peter Tomasi                                          | Carlo Barberi                                                        | |
| Aquaman/Suicide Squad: Sink Atlantis                                                               | Suicide Squad #45-46                                                                               | Agosto - septiembre de 2018       | Rob Williams y Dan Abnett                             | Jose Luis y Joe Bennett                                              | |
| Aquaman/Suicide Squad: Sink Atlantis                                                               | Aquaman #39-40                                                                                     | Agosto - septiembre de 2018       | Rob Williams y Dan Abnett                             | Jose Luis y Joe Bennett                                              | |
| Batman: Kings of Fear #1-6                                                                         | Batman: Kings of Fear #1-6                                                                         | Agosto de 2018 - Enero de 2019    | Scott Peterson                                        | Kelley Jones                                                         | |
| Heroes In Crisis #1-9 Héroes en Crisis                                                             | Heroes In Crisis #1-9 Héroes en Crisis                                                             | Septiembre de 2018-presente       | Tom King                                              | Clay Mann                                                            | |
| Wonder Woman and Justice League Dark: The Witching Hour                                            | Wonder Woman and Justice League Dark: The Witching Hour #1                                         | Octubre de 2018                   | James Tynion IV                                       | Jesus Merino y Emanuela Lupacchino                                   | |
| Wonder Woman and Justice League Dark: The Witching Hour                                            | Wonder Woman #56-57                                                                                | Octubre de 2018                   | James Tynion IV                                       | Jesus Merino y Emanuela Lupacchino                                   | |
| Wonder Woman and Justice League Dark: The Witching Hour                                            | Justice League Dark and Wonder Woman: The Witching Hour #1                                         | Octubre de 2018                   | James Tynion IV                                       | Jesus Merino y Emanuela Lupacchino                                   | |
| Old Lady Harley #1-5                                                                               | Old Lady Harley #1-5                                                                               | Octubre de 2018 - febrero de 2019 | Frank Tieri                                           | Inaki Miranda                                                        | |
| Justice League/Aquaman: Drowned Earth                                                              | Justice League/Aquaman: Drowned Earth #1                                                           | Octubre - noviembre de 2018       | James T Tynion IV y Scott Snyder                      | Howard Porter, Francis Manapul y Frazer Irving                       | |
| Justice League/Aquaman: Drowned Earth                                                              | Justice League #11-#12                                                                             | Octubre - noviembre de 2018       | James T Tynion IV y Scott Snyder                      | Howard Porter, Francis Manapul y Frazer Irving                       | |
| Justice League/Aquaman: Drowned Earth                                                              | Aquaman/Justice League: Drowned Earth #1                                                           | Octubre - noviembre de 2018       | James T Tynion IV y Scott Snyder                      | Howard Porter, Francis Manapul y Frazer Irving                       | |
| Suicide Squad: Black Files #1-6                                                                    | Suicide Squad: Black Files #1-6                                                                    | Noviembre de 2018 - abril de 2019 | Mike W. Barr                                          | Philippe Briones                                                     | |
| Electric Warriors #1-6                                                                             | Electric Warriors #1-6                                                                             | Noviembre de 2018 - abril de 2019 | Steve Orlando                                         | Travel Foreman                                                       | |
| Martian Manhunter #1-12                                                                            | Martian Manhunter #1-12                                                                            | Diciembre de 2018-presente        | Steve Orlando                                         | Riley Rossmo                                                         | |
| The Batman Who Laughs #1-6                                                                         | The Batman Who Laughs #1-6                                                                         | Diciembre de 2018-presente        | Scott Snyder                                          | Jock                                                                 | |
| Freedom Fighters #1-12                                                                             | Freedom Fighters #1-12                                                                             | Diciembre de 2018-presente        | Robert Venditti                                       | Eddy Barrows                                                         | |

La miniserie de seis números Death of Hawkman, escrita por Marc Andreyko con dibujos de Aaron Lopresti, no tiene la etiqueta "Renacimiento" en su cubierta, pero es considerada por Andreyko como un "adyacente de Renacimiento".

## Ventas
A final de agosto de 2016, todos los títulos de Renacimiento combinados vendieron 12 millones de ejemplares, con 11 números excediendo los 200.000 ejemplares vendidos y más de 60 números excediendo los 100.000 ejemplares vendidos. 21 números fueron reeditados.

## Edición en español
La editorial española ECC Ediciones empezó a publicar los títulos relacionados con DC Rebirth (titulados DC: Renacimiento) en noviembre de 2016, empezando por el especial Universo DC: Renacimiento.